# 32 Piscium
32 Piscium (32 Psc / c Piscium) es una estrella en la constelación de Piscis.
De magnitud aparente +5,70, se encuentra a 120 años luz de distancia.
Hace 782.000 años estuvo a 108 años luz, su mínima distancia respecto al sistema solar.

## Características
32 Piscium es una estrella blanco-amarilla de la secuencia principal de tipo espectral F1V.
Sus características son parecidas a las de β Trianguli Australis o a las de π Piscis Austrini.
Tiene una temperatura efectiva de 7127 ± 77 K y una luminosidad 6,2 veces superior a la luminosidad solar.
Con un radio 1,6 veces más grande que el radio solar, 32 Piscium gira sobre sí misma con una velocidad de rotación proyectada de 55 km/s.
Su contenido metálico es notablemente inferior al del Sol, con un índice de metalicidad [Fe/H] = -0,34.
La masa de 32 Piscium es un 52% mayor que la masa solar y su edad está comprendida entre los 1400 y los 1700 millones de años, siendo su edad más probable 1600 millones de años.